# Landsvägstjärnarna (Sorsele socken, Lappland, 727410-157768)
Landsvägstjärnarna är en sjö i Sorsele kommun i Lappland och ingår i Umeälvens huvudavrinningsområde.